# Kali perchlorat
Kali perchlorat, là một muối perchlorat với công thức hóa học KClO4, là một chất oxy hóa trong môi trường acid. Nó là một chất dạng tinh thể hình thoi, không màu, trong suốt, nóng chảy ở nhiệt độ khoảng 610 ℃. Nó là một trong những chất oxy hóa được sử dụng trong pháo hoa, đạn dược và kíp nổ. Nó từng được dùng làm nhiên liệu đẩy cho tên lửa nhưng phần lớn đã được thay bằng chất có hiệu năng lớn hơn, là amoni perchlorat. KClO4 có độ hòa tan thấp nhất trong các chất perchlorat (1,5 g trong 100 g nước ở 25 ℃), độ tan tăng theo nhiệt độ nước.

## Tính chất
Là một chất oxy hóa, KClO4 phản ứng với một loạt chất đốt. Một ví dụ là glucozơ (C6H12O6):
3KClO4 + C6H12O6 → 6H2O + 6CO2 + 3KCl
Khi trộn chất này với đường ăn, nó có thể được sử dụng như một chất nổ hạng thấp, nếu nó được đặt trong không gian giới hạn cần thiết, nếu không thì hỗn hợp này chỉ bùng cháy với ngọn lửa màu tím đặc trưng của kali. Thành phần của pháo thường có bột nhôm trộn với kali perchlorat.
Kali perchlorat có thể được sử dụng một cách an toàn nếu có sự hiện diện của lưu huỳnh, không giống như kali chlorat. Kali perchlorat bền hơn kali chlorat ở chỗ kali chlorat có thể tạo ra acid chloric không bền, cực kỳ dễ phát nổ.